# Samsung Galaxy J3 Pro
El Samsung Galaxy J3 Pro es un teléfono inteligente Android fabricado por Samsung Electronics. El teléfono fue hecho para el mercado chino y promocionado por China Telecom.

## Especificaciones

### Hardware
El Galaxy J3 Pro funciona con un SoC Snapdragon 410 que incluye una CPU ARM Cortex-A53 de cuatro núcleos a 1,2 GHz, una GPU Adreno 306 con 2 GB de RAM. Los 16 GB de almacenamiento interno se pueden ampliar hasta 256 GB a través de una tarjeta microSD.
Cuenta con una pantalla Super AMOLED de 5,0 pulgadas con resolución HD Ready. La cámara trasera de 8 MP tiene apertura f/2.2. La cámara frontal tiene 5 MP, también con apertura f/2.2.

### Software
El J3 Pro funciona con Android 5.1.1 "Lollipop" y la interfaz de usuario TouchWiz de Samsung.